# Исчезнувшие населённые пункты Белогорского района Крыма

## Сёла, включённые в состав других населённых пунктов
| Сёла, включённые в состав других населённых пунктов | Сёла, включённые в состав других населённых пунктов | Сёла, включённые в состав других населённых пунктов | Сёла, включённые в состав других населённых пунктов | Сёла, включённые в состав других населённых пунктов |
| Село                                                | К кому присоединено                                 | Старое название                                     | Годы включения                                      |                                                     |
| --------------------------------------------------- | --------------------------------------------------- | --------------------------------------------------- | --------------------------------------------------- | --------------------------------------------------- |
| Ашага-Баши                                          | Карасёвка                                           | —                                                   | с 1926 по 1941 год                                  |                                                     |
| Верна́довка                                          | Русаковка                                           | до 1948 г. Коке́й Тата́рский                          | с 1960 по 1968 годы                                 |                                                     |
| Голубьёвка                                          | Павловка                                            | до 1948 г. Азберды-Вакуф                            | с 1954 по 1960 годы                                 |                                                     |
| Грушевка                                            | Зеленогорское                                       | до 1948 г. Эфендикой                                | 1953 год                                            |                                                     |
| Дли́нное                                             | Северное                                            | до 1948 г. Азберды Русский                          | с 1954 по 1960 годы                                 |                                                     |
| Забашта́новка                                        | Вишенное                                            | —                                                   | с 1954 по 1960 годы                                 |                                                     |
| Кали́новка                                           | Павловка                                            | до 1948 г. Тогай-Вакуф                              | с 1954 по 1960 годы                                 |                                                     |
| Ка́рловка                                            | Цветочное                                           | —                                                   | 1948 год                                            |                                                     |
| Каясты Болгарские                                   | Подго́рное                                           | —                                                   | 1948 год                                            |                                                     |
| Мелово́е                                             | Цветочное                                           | до 1948 г. Бурасха́н                                 | с 1954 по 1960 годы                                 |                                                     |
| Но́виково                                            | Белогорск                                           | до 1948 г. Сары-Су                                  | 4 октября 1995 года                                 |                                                     |
| Надре́чное                                           | Павловка                                            | до 1948 г. Борюс                                    | с 1954 по 1960 годы                                 |                                                     |
| Озёрное                                             | Мельники                                            | до 1948 г. Тайга́н                                   | 5 сентября 1985 года                                |                                                     |
| Ольхо́вка                                            | Головановка                                         | до 1948 г. Кишла́в                                   | 5 сентября 1985 года                                |                                                     |
| Орта-Баксан                                         | Межгорье                                            | —                                                   | до 1939 года                                        |                                                     |
| Отар-Бешаран                                        | Новожиловка                                         | —                                                   | до 1915 года                                        |                                                     |
| Подго́рное                                           | Литвиненково                                        | до 1948 г. Каясты Болгарские и Каясты Татарские     | с 1954 по 1960 годы                                 |                                                     |
| Ту́ровка                                             | Вишенное                                            | до 1948 г. Бары́н                                    | с 1960 по 1968 годы                                 |                                                     |
| Фонта́нка                                            | Долиновка                                           | до 1948 г. Таку́-Эли́                                 | с 1954 по 1960 годы                                 |                                                     |
| Черво́нное                                           | Зеленогорское                                       | до 1948 г. Найма́н                                   | 1953 год                                            |                                                     |
| Чернока́менка                                        | Новоклёново                                         | до 1948 г. Таш-Кора́                                 | 5 сентября 1985 года                                |                                                     |
| Юхары-Баксан                                        | Межгорье                                            | —                                                   | до 1930 года                                        |                                                     |

## Сёла, исчезнувшие до 1926 года
Первое свидетельство о поселениях нынешнего Белогорского района содержится в Камеральном Описании Крыма… 1784 года, из анализа которого вытекает, что сёла района входили, в основном, в состав Караубазарского, а также, частично, Акмечетского и Кефинского каймаканств. Но, ввиду частых искажений непривычных названий, нечёткости границ кадылыков, из-за чего многие поселения оказывались записаны в 2, а иногда и более судебных округов, а также исчезновения многих деревень после присоединения Крыма к России 8 февраля 1784 года вследствие эмиграции татар в Турцию, использовать Камеральное Описание как первоисточник затруднительно. Есть ряд деревень, прекративших существование до 1805 года, то есть, не записанных в Ведомости… 1805 года, но зафиксированных на военно-топографической карте 1817 года как пустующие и в дальнейшем не встречающиеся:
| Аджи-Эли  | 45°04′20″ с. ш. 34°19′15″ в. д. | до 1915 года    |
| Байсу     | 44°54′45″ с. ш. 34°35′45″ в. д. | до 1784 года    |
| Бахчи-Эли | 45°05′40″ с. ш. 34°18′20″ в. д. | до 1865 года    |
| Боркая    | 45°07′00″ с. ш. 34°22′10″ в. д. | до 1842 года    |
| Кой-Эли   | 45°08′20″ с. ш. 34°43′20″ в. д. | до 1842 года    |
| Тоганай   | 45°13′25″ с. ш. 34°39′15″ в. д. | до 1842 года    |
| Улан-Эли  | 44°58′00″ с. ш. 34°18′10″ в. д. | до 1887 года    |
| Хан-Эли   | 44°59′25″ с. ш. 34°17′15″ в. д. | до 1926 года    |
| Чуюнчи    | 44°58′ с. ш. 34°22′ в. д.       | после 1865 года |

### Малоупоминаемые селения
- Ангора — упоминается только в «Памятной книге Таврической губернии 1889 года», как ещё не приписанная к Зуйской волости с 15 дворами и 57 жителями[4].
- Ашага Кипчак 44°58′55″ с. ш. 34°19′50″ в. д.HGЯO — Располагался примерно в 500 метрах восточнее современного села Барабаново. Встречается на карте 1836 года, как деревня с 12 дворами[5], и на карте 1842, где обозначен условным знаком «малая деревня», то есть, менее 5 дворов[6].
- Бабекора — упоминается только в «Памятной книге Таврической губернии 1889 года», как ещё не приписанная к Зуйской волости с 4 дворами и 23 жителями[4]
- Байсу Кара Коба — упоминается только в ведомости «при бывшем Шагин Герее хане сочиненная на татарском языке о вышедших християн из разных деревень и об оставшихся их имениях в точном ведении его Шагин Герея» и переведённой 1785 году, в которой содержится список 30 жителей-домовладельцев деревни Байсу Кара Коба, с перечнем их имущества. Парачова и Кожаса владели 2 домами, у остальных числилось по 1 дому, иной недвижимости не записано, как и земельных владений. Также содержатся приписки, что «Сия деревня отдана во владение его сиятельству графу Безбородке» и «Сей деревни садов лугов и пашень порознь всякого жителя незастав знающаго человека означается толко генеральная граница в сен деревне то есть 1 сторона граничит с Байсу деревнею другая упирается к горам, третья сторона упирается к деревне Мугулбаи именуемой, четвёртая сторона упирается в Куртулук деревне и в сих землях никто не имеет участие как толко Васил некто другой деревни имеет несколко пахотной земли». Также стоит отсылка к другому архивному документу, в котором сказано, что «Строение все разорено и протчие состоит»[7]
- Бий-Эли́ (крымскотат. Biy Eli, Бий Эли) 44°59′00″ с. ш. 34°22′05″ в. д.HGЯO — располагалось примерно у южной окраины нынешнего села Курортное, у истока ручья Монтанай[8]. В Камеральном Описании… записан как Бей Эли Зуинского кадылыка Акмечетского каймаканства[1], затем опустел, видимо в результате эмиграции татар в Турцию, последовавшую после присоединения Крыма к России[9]. В Ведомости… 1805 года не записан, ввиду отсутствия жителей, на карте 1817 года обозначен пустующим[8], далее не упоминается.
- Бурульча Яни кой — упоминается только в ведомости «при бывшем Шагин Герее хане сочиненная на татарском языке о вышедших християн из разных деревень и об оставшихся их имениях в точном ведении его Шагин Герея» и переведённой 1785 году, в которой содержится следующее описание: «В сей деревне после выехавших греков остались все земли в казенном ведомстве». Также стоит отсылка к другому архивному документу, в котором сказано, что «Деревня Яникой что в Катыржа Сарай в сеи было сорок христианских домов якобы поселены были на земле Джелал бея. Показанные в сеи деревне собственной земли якобы не имел.»[7].
- Гаджилар (крымскотат. Acılar, Аджилар) 45°07′00″ с. ш. 34°39′15″ в. д.HGЯO — располагался в балке северо-восточного склона массива Ак-Кая, примерно в 5 километрах к юго-западу от современного села Васильевка[10]. В Камеральном Описании… записан как Хаджилар или Окчу Гаджи лар Карасубазарского кадылыка Карасубазарского каймаканства[1], затем опустел, видимо в результате эмиграции крымских татар в Османскую империю, последовавшую после присоединения Крыма к России[9]. В Ведомости… 1805 года не записан, ввиду отсутствия жителей, на карте 1817 года обозначен как Гаджилар без указания числа дворов, далее не встречается.
- Георгиевское Товарищество — встречается только в Статистическом справочнике Таврической губернии. Ч.II-я. Статистический очерк, выпуск шестой Симферопольский уезд, 1915 год, согласно которому в деревне Табулдинской волости Симферопольского уезда числилось 7 дворов с русским населением в количестве 44 человек приписных жителей и 22 — «посторонних»[11].
- Караш-Эли (также Караит-Эли, Карули) (крымскотат. Qaraş Eli, Къараш Эли) — 44°59′47″ с. ш. 34°18′15″ в. д.HGЯO, располагался в верховьях реки Фундуклы, примерно в полукилометре севернее современного села Петрово[12]. В Камеральном Описании… записан как Караш Эли Даирского кадылыка Акмечетского каймаканства[1], затем опустел, видимо в результате эмиграции крымских татар в Османскую империю, последовавшую после присоединения Крыма к России[9]. В Ведомости… 1805 года не записан, ввиду отсутствия жителей, на карте 1817 года обозначен пустующим[12], далее не упоминался.
- Карга Сала — упоминается только в ведомости «при бывшем Шагин Герее хане сочиненная на татарском языке о вышедших християн из разных деревень и об оставшихся их имениях в точном ведении его Шагин Герея» и переведённой 1785 году, в которой сказано: «При сеи деревне расположены поселяне» и «При сеи деревне после выехавших греков остались все земли в казенном ведомстве.» Также стоит отсылка к другому архивному документу, в котором сказано, что «Деревня Карга Сала всей христианских домов было петдесят один петнадцать фруктовых садов околичная пахатная земля якобы ранговая Нурадин Шырын [нрзб.]. Но Шагин Гиреи отдавал на откуп. Тот Шагин Гиреи подарил анадолскому жителю Байраму которому от себя и фирман дал.»[7]
- Матай (крымскотат. Matay, Матай) — 44°57′30″ с. ш. 34°19′00″ в. д.HGЯO, располагался примерно в 3,5 километрах юго-восточнее современного села Барабаново, в верховьях Зуи, на северном склоне Долгоруковской яйлы[13]. В Камеральном Описании… записан как Метай Даирского кадылыка Акмечетского каймаканства[1], затем опустел, видимо в результате эмиграции крымских татар в Османскую империю, последовавшую после присоединения Крыма к России[9]. В Ведомости… 1805 года не записан, ввиду отсутствия жителей, на карте 1817 года обозначен пустующим, на карте 1836 года[14] и в наше время упоминается, как горное урочище Матай[15].
- Мулла-Эли на вакуфе — встречается только в Статистическом справочнике Таврической губернии. Ч.II-я. Статистический очерк, выпуск шестой Симферопольский уезд, 1915 год, согласно которому в деревне Табулдинской волости Симферопольского уезда числилось 36 дворов с татаским населением в количестве 170 человек только приписных жителей[11].
- Муртаза-Эли (крымскотат. Murtaza Eli, Муртаза Эли) — располагался на территории современного села Цветочного (северная часть)[16]. В Камеральном Описании… — Муртаза Эли Аргинского кадылыка Карасубазарского каймаканства[1], затем опустел, видимо в результате эмиграции крымских татар в Османскую империю, последовавшую после присоединения Крыма к России[9]. В Ведомости… 1805 года не записан, ввиду отсутствия жителей, на карте 1817 года обозначен пустующим, далее не встречается.
- Ново-Георгиевка — встречается только в Статистическом справочнике Таврической губернии. Ч.II-я. Статистический очерк, выпуск шестой Симферопольский уезд, 1915 год, согласно которому в деревне Ново-Георгиевка (при селе Сабах-Эли) Табулдинской волости Симферопольского уезда числилось 11 дворов с русским населением в количестве 82 человек приписных жителей и 10 — «посторонних»[11].
- Очин-Эли — располагалось примерно на месте нынешнего села Курортное, встречается только на карте 1817 года, как пустующий[17].
- Сужуут (крымскотат. Secevut, Седжевут) 44°59′40″ с. ш. 34°43′50″ в. д.HGЯO — располагался в долине реки Кучук-Карасу, примерно в 1,5 километре севернее современного села Черемисовка. В Камеральном Описании… записан как Сумпанжи Карасубазарского кадылыка Карасубазарского каймаканства[1], в Ведомости… 1805 года не записан, ввиду отсутствия жителей, на карте 1817 года обозначен как деревня Сужуут без указания числа дворов (при этом на означенной карте укзан южнее Капырликоя)[18], далее не встречается.
- Тапсан (также Тапшан) — располагался в долине реки Индол, восточнее Орталана[19]. Упоминается только в ведомости «при бывшем Шагин Герее хане сочиненная на татарском языке о вышедших християн из разных деревень и об оставшихся их имениях в точном ведении его Шагин Герея» и переведённой 1785 году, в которой сказано: «В сеи деревне после выехавших греков остались все земли в казеном ведомстве». Также содержится отсылка к другому архивному документу, в котором сказаноДеревня Тапшан в сеи деревне христианских домов было дватцать один но якобы поселены были на земли Мусабея умершего околичная ж земля ранговая Ширин бе некая; некоторой их тех греков Понаит якобы имел три пашни на урочище Ногаи кары и Мукеил тамже пашня одна. Шагин Гиреи сию деревню отдавал на откуп как свидетельствует содержатель тогдашнего откупа[7]
- Тюбень Кипчак 44°59′15″ с. ш. 34°31′25″ в. д.HGЯO — Располагался на реке Зуя, примерно в 1—1,5 километрах северо-восточнее современного села Барабаново. Встречается на карте 1836 года, как деревня с 10 дворами[5], на карте 1842, где обозначен условным знаком «малая деревня», то есть, менее 5 дворов[20] и 1865—1876 года, без указания числа дворов[21].
- Хунчор (крымскотат. Hunçor, Хунчор) 45°00′50″ с. ш. 34°20′30″ в. д.HGЯO — Располагался примерно в 1 километре южнее современного села Александровка. Встречается только на карте 1817 года — без указания числа дворов[22], далее не встречается.
- Чукурча — располагалось на юго-западе района, встречается в Ведомости о всех селениях, в Симферопольском уезде состоящих… 1805 года, согласно которой в деревне Чокурчи Кадыкойской волости Симферопольского уезда было 19 дворов и 85 жителей[23] и в «Ведомости о казённых волостях Таврической губернии 1829 годы», по которой Чакурчи передали из Кадыкойскои волости в состав Аргинской[24][25].

## Сёла, исчезнувшие с 1926 по 1948 год
В данном списке представлены сёла, фигурирующие в «Списке населённых пунктов Крымской АССР по Всесоюзной переписи 17 декабря 1926 г» и не встречающиеся в послевоенных документах. Подавляющее большинство этих сёл были уничтожены немецкими оккупантами в 1941-44 годах, либо опустели и были заброшены в результате депортации из Крыма крымских татар, армян, болгар, греков и немцев.
| Алчин             | 44°58′35″ с. ш. 34°39′40″ в. д. | между 1926 и 1936 годом |
| Анакой-Эли        | 45°09′40″ с. ш. 34°23′50″ в. д. | между 1942 и 1948 годом |
| Бустерча русская  | 45°08′05″ с. ш. 34°26′40″ в. д. | между 1936 и 1942 годом |
| Бустерчи          | 45°07′30″ с. ш. 34°24′50″ в. д. | между 1936 и 1942 годом |
| Джавлуш           | 45°12′20″ с. ш. 34°33′35″ в. д. | между 1936 и 1942 годом |
| Казанлы           | 44°56′40″ с. ш. 34°29′25″ в. д. | между 1942 и 1948 годом |
| Кертлен           | 44°59′ с. ш. 34°19′ в. д.       | между 1942 и 1948 годом |
| Кырда-Эли         | 44°59′ с. ш. 34°13′ в. д.       | между 1942 и 1948 годом |
| Кой-Аран          | 45°10′30″ с. ш. 34°24′05″ в. д. | между 1942 и 1948 годом |
| Кой-Эли           | 44°58′10″ с. ш. 34°44′15″ в. д. | между 1926 и 1942 годом |
| Мамбет-Улан       | 44°59′30″ с. ш. 34°32′15″ в. д. | между 1942 и 1948 годом |
| Сарчи-Эли         | 45°07′00″ с. ш. 34°22′10″ в. д. | между 1942 и 1948 годом |
| Тама              | 44°57′50″ с. ш. 34°36′25″ в. д. | между 1942 и 1948 годом |
| Тюбень-Эли        | 44°59′35″ с. ш. 34°30′05″ в. д. | между 1942 и 1948 годом |
| Ханлык            | 44°59′15″ с. ш. 34°27′00″ в. д. | между 1942 и 1948 годом |
| Чердаклы          | 44°58′50″ с. ш. 34°28′40″ в. д. | между 1942 и 1948 годом |
| Юхары-Тайган      | 44°57′00″ с. ш. 34°31′55″ в. д. | между 1942 и 1948 годом |
| Яман-Иол-Шейх-Эли | 45°14′05″ с. ш. 34°38′35″ в. д. | между 1936 и 1942 годом |

### Малоупоминаемые селения
- Бешаран-Васильевка — встречается в Списке населенных пунктов Крымской АССР по всесоюзной переписи 17 декабря 1926 года, согласно которому в селе Чонгравского сельсовета Симферопольского района, числилось 10 дворов, из них 8 крестьянских, население составляло 28 человек. В национальном отношении учтено 8 русских, 17 украинцев и 3 белоруса[26].
- Велибай — 45°05′10″ с. ш. 34°28′05″ в. д.HGЯO. Располагался примерно в 2,5 километрах южнее современного села Русаковка[27], впервые встречается, как Велибай немецкий, на карте 1936 года[28], в последний раз на карте 1942 года[27]. Как урочище обозначено на карте Генштаба[29].
- Чарак-Кора — 44°58′10″ с. ш. 34°44′15″ в. д.HGЯO. Располагался примерно в 1,5 километрах южнее современного села Мельничное, встречается на картах 1936[30] и 1942 года[31]

## Сёла, исчезнувшие после 1948 года
Сёла, исчезнувшие в этот период, стали жертвами проводившийся с конца 1950-х годов политики по укрупнению хозяйств и ликвидации «неперспективных» сёл с переселением их жителей в другие населённые пункты.
Большинство сёл в списке, насколько известно из опубликованных данных, было упразднено либо между 1954 и 1968 годами, либо в период с 1965 по 1 июня 1977 года — так прописано в имеющихся справочниках, другие даты ликвидации помечены особо. Новые названия, взамен исконных, присвоены указами Президиума Верховного Совета РСФСР от 18 мая 1948 года, либо, реже, указом от 21 августа 1945 года.
| Сёла, исчезнувшие после 1948 года | Сёла, исчезнувшие после 1948 года | Сёла, исчезнувшие после 1948 года | Сёла, исчезнувшие после 1948 года | Сёла, исчезнувшие после 1948 года                                 |
| Название                          | Координаты                        | Прежнее название                  | Местоположение (сельсовет)        | Годы упразднения                                                  |
| --------------------------------- | --------------------------------- | --------------------------------- | --------------------------------- | ----------------------------------------------------------------- |
| Благода́тное                       | 44°59′15″ с. ш. 34°28′43″ в. д.   | до 1948 г. Ени́-Сара́й              | Зеленогорский сельсовет           | c 1968 по 1977 год                                                |
| Егоровка                          | 45°06′30″ с. ш. 34°30′20″ в. д.   | —                                 | Русаковский сельсовет             | c 1968 по 1977 год                                                |
| Запо́лье                           | 45°10′25″ с. ш. 34°33′00″ в. д.   | до 1948 г. Но́вый Джавлу́ш          | Русаковский сельсовет             | c 1968 по 1977 год                                                |
| Заре́чье                           | 45°12′18″ с. ш. 34°42′57″ в. д.   | до 1948 г. Мана́й                  | Васильевский сельсовет            | 2007 год                                                          |
| Зо́рька                            | 45°07′00″ с. ш. 34°30′30″ в. д.   | до 1948 г. Сабах-Эли              | Русаковский сельсовет             | c 1977 по 1985 год                                                |
| Калинино                          | 45°12′35″ с. ш. 34°16′15″ в. д.   | до 1948 г. Китай                  | Новожиловский сельсовет           | после 1960 года                                                   |
| Камышо́вка                         | —                                 | до 1948 г. Калму́-Кары             | Зеленогорский сельсовет           | с 1960 по 1968 год                                                |
| Козло́вка                          | 44°59′00″ с. ш. 34°28′45″ в. д.   | до 1948 г. Шейх-Эли               | Вишенский сельсовет               | с 1954 по 1960 год                                                |
| Коте́льное                         | 45°12′ с. ш. 34°12′ в. д.         | до 1948 г. Каза́н-Берли́к           | Новожиловский сельсовет           | c 1968 по 1977 год                                                |
| Лазо́                              | 45°14′25″ с. ш. 34°12′20″ в. д.   | до 1948 г. Кырмачи́                | Новожиловский сельсовет           | c 1977 по 1985 год                                                |
| Ле́рмонтовка                       | 45°15′35″ с. ш. 34°13′35″ в. д.   | до 1948 г. Аджели-Кипчак          | Новожиловский сельсовет           | c 1977 по 1985 год                                                |
| Лесно́е                            | 44°59′03″ с. ш. 34°21′25″ в. д.   | до 1948 г. Тау-Кипчак             | Ароматновский сельсовет           | c 1968 по 1977 год                                                |
| Но́вый Крым                        | 45°10′50″ с. ш. 33°52′10″ в. д.   | до 1948 г. Ени-Крымчак            | Мельничный сельсовет              | с 1960 по 1968 год                                                |
| Одино́кое                          | 45°01′15″ с. ш. 34°25′30″ в. д.   | до 1948 г. Джанко́й                | Ароматновский сельсовет           | с 1954 по 1960 год                                                |
| Охо́тничье                         | 44°58′35″ с. ш. 34°22′40″ в. д.   | до 1948 г. Бурага́н                | Ароматновский сельсовет           | с 1954 по 1960 год                                                |
| Переле́сье                         | 44°55′10″ с. ш. 34°34′40″ в. д.   | до 1948 г. Камышлы́к               | Криничненский сельсовет           | c 1948 по 1954 год                                                |
| Пёстрое                           | 45°10′10″ с. ш. 34°50′40″ в. д.   | до 1948 г. Ала́ч                   | Муромский сельсовет               | c 1968 по 1977 год                                                |
| Прудки́                            | 44°59′10″ с. ш. 34°27′00″ в. д.   | до 1948 г. Кара́-Оба́               | Зеленогорский сельсовет           | c 1968 по 1977 год                                                |
| Пятихлебное                       | 45°10′35″ с. ш. 34°12′00″ в. д.   | до 1948 г. Ашага-Бешаран          | Новожиловский сельсовет           | c 1954 по 1960 год (фактически существует)                        |
| Родное                            | 45°03′25″ с. ш. 34°51′10″ в. д.   | до 1948 г. Ота́ры                  | Муромский сельсовет               | 5 сентября 1985 года (числилось в составе сельсовета на 2009 год) |
| Свобо́дное                         | 44°56′20″ с. ш. 34°35′00″ в. д.   | до 1948 г. Молба́й                 | Криничненский сельсовет           | 5 сентября 1985 года                                              |
| Солда́тово                         | 45°10′30″ с. ш. 34°47′50″ в. д.   | до 1948 г. Аджила́р                | Вишенский сельсовет               | 16 сентября 1986 года                                             |
| Сосе́днее                          | 45°59′40″ с. ш. 34°40′00″ в. д.   | до 1948 г. Мусаби                 | Криничненский сельсовет           | c 1968 по 1977 год                                                |
| Сте́пное                           | 45°14′25″ с. ш. 34°35′00″ в. д.   | ранее Секизек                     | Вишенский сельсовет               | c 1960 по 1968 год                                                |
| Су́слово                           | 45°04′00″ с. ш. 34°51′50″ в. д.   | до 1948 г. Бурунду́к Тата́рский     | Муромский сельсовет               | с 1954 по 1960 год                                                |
| Уме́лое                            | 45°08′55″ с. ш. 34°26′25″ в. д.   | до 1948 г. Аргынчи́к               | Мельничный сельсовет              | c 1968 по 1977 год                                                |
| Хмели                             | 44°56′50″ с. ш. 34°44′10″ в. д.   | до 1948 г. Чермалы́к               | Богатовский сельсовет             | c 1960 по 1968 год                                                |
| Холмогорье                        | 45°08′50″ с. ш. 34°49′45″ в. д.   | до 1948 г. Семе́н                  | Муромский сельсовет               | c 1968 по 1977 год                                                |
| Черносли́вка                       | 44°58′10″ с. ш. 34°43′55″ в. д.   | до 1948 г. Бешу́й                  | Богатовский сельсовет             | c 1948 по 1954 год                                                |
| Чикаре́нко                         | 45°13′50″ с. ш. 34°14′35″ в. д.   | до 1948 г. Новый Кипчак           | Новожиловский сельсовет           | 16 сентября 1986 года[                                            |
| Южноозёрное                       | 44°59′30″ с. ш. 34°32′15″ в. д.   | до 1948 г. Тайга́н                 | Зеленогорский сельсовет           | c 1968 по 1977 год                                                |

### Малоупоминаемые селения
- Запрудное (до 1948 года Тайганстрой) — встречается в указе о переименованиях 1948 года[34]. Упразднено до 1960 года, поскольку в «Справочнике административно-территориального деления Крымской области на 15 июня 1960 года» селение уже не значилось[38] (согласно справочнику «Крымская область. Административно-территориальное деление на 1 января 1968 года» — с 1954 по 1968 годы[32]).
- Первомайское — посёлок, встречается только в «Справочнике административно-территориального деления Крымской области на 15 июня 1960 года» в составе Мельничного сельсовета[38]
- Сосновое (до 1968 года Первое Мая) — встречается в «Справочнике административно-территориального деления Крымской области на 15 июня 1960 года»[38] и в справочнике «Крымская область. Административно-территориальное деление на 1 января 1968 года», как село Курского сельсовета[32]. Упразднено к 1977 году[33]
- Ровное — встречается, как переименованное из Первомайского в списке за 1954—1968 год (фактически после 1960 года, поскольку в «Справочнике административно-территориального деления Крымской области на 15 июня 1960 года» селение уже значилось, как Первомайское в составе Мельничного сельсовета[38]). Ликвидировано к 1968 году[32].
- Труд — встречается, как село Новожиловский сельсовета в справочнике «Крымская область. Административно-территориальное деление на 1 января 1968 года»[32], упразднено к 1977 году[33].